# Rotorua (jezero)
Jezero Rotorua maorsko Te Rotorua nui ā Kahumatamomoe je drugo največje jezero na Severnem otoku Nove Zelandije po površini in obsega 79,8 km². S povprečno globino le 10 metrov je po količini vode precej manjše od bližnjega jezera Tarawera. Je v kalderi Rotorua v regiji Bay of Plenty (Zaliv izobilja).

## Geografija
Jezero Rotorua se napaja z vodo iz številnih rek in potokov; nekateri, kot je Utuhina, tečejo s temperaturo vode, ki je višja od temperature jezera zaradi toplotne aktivnosti na območju Rotorue. Nasprotno pa potoki na severni obali, kot sta izvir Hamurana in potok Awahou, tečejo s kristalno čisto vodo, ki ima stalno temperaturo 10 stopinj Celzija. Drugi pomembni pritoki so potok Ngongotahā, znan po ribolovu postrvi. Jezero Rotorua se izliva neposredno v jezero Rotoiti preko kanala Ohau na severovzhodnem kotu jezera. Urbani razvoj Rotorue se razteza vzdolž južnega dela obale jezera.

## Geologija
Jezero je nastalo iz kraterja velikega vulkana v vulkanski coni Taupō. Njegov zadnji večji izbruh je bil pred približno 240.000 leti. Po izbruhu se je komora magme pod vulkanom zrušila. Krožna depresija, ki je ostala za tem, je kaldera Rotorua, kjer je jezero.
Jezero je imelo obdobja na več različnih nivojih jezera od izbruha ignimbrita v kalderi Mamaku, kar je bilo povezano z vulkansko dejavnostjo in pogrezanjem znotraj razpoke Taupō. Jezerska vesoljna višina se je zgodila nekje po nastanku kupole Ngongotahā, ki to beleži na svojih bokih, in je zdaj datirana na 200.000 let.:{{{1}}} Prej je bil izbruh te kupole pripisan veliko bližje času izbruha ignimbrita Mamakuja, zato se domneva, da je najvišja višina jezera bolj neposredno povezana z nastankom kaldere. Obstaja sum, da bodo poplave izbruhnile skozi sotesko Hemo po najvišji višini jezera, zagotovo po izbruhu kaldere Ōkataina v Rotoitiju, z nastankom kanala znotraj zahodnega jezerskega dna jezera Rotoiti in domnevno po izbruhu Hauparuja skozi sotesko reke Kaituna. Več drugih jezer vulkanskega izvora je v bližini na vzhodu, okoli vznožja aktivnega vulkana Tarawera in tudi ta so se sčasoma spremenila v velikosti ali obstoju zaradi vulkanskega delovanja.
Otok Mokoia, blizu središča jezera, je veliko kasnejša riolitna kupola v primerjavi z Ngongotahā. Je verjetno najbolj znan jezerski otok na Novi Zelandiji in je tesno povezan z enim najboljših znani maorski legend, tisti o Hinemoi in Tutanekaiju. Rečeno je, da je Hinemoa preplavala jezero do svojega ljubimca Tutanekaija, ki je živel na otoku Mokoia.
Zaradi geotermalne dejavnosti okoli jezera (vključno s še vedno aktivnimi gejzirji in bazeni z vročim blatom) ima jezero visoko vsebnost žvepla. To daje jezerski vodi nenavadno rumenkasto-zeleno barvo.

## Turistična znamenitost
Kljub veliki količini vode, ki teče skozi jezero Rotorua, je zaradi majhne globine zelo nagnjeno k razbarvanju, zlasti zaradi usedlin po vetrovnem vremenu. Dobro ga uporabljajo ribiči, manj priljubljen pa je med udeleženci vodnih športov in plavalci.
Kanal Ohau je ploven s čolni in je priljubljen tudi med muharji. Kanal Ohau se združi z delto Mourea, območjem z zelo nizko gladino vode. To območje obiskujejo kajakaši in plavalci začetniki. V bližini je dežela prednikov Ngati Pikiao hapu plemena Te Arawa. Iz jezera Rotoiti se vode jezera Rotorua pretakajo v reko Kaituna v Tihi ocean blizu Maketuja; hiter spust z več kot 900 čevljev nadmorske višine v manj kot 20 km je ustvaril območje, ki se uporablja za ekstremni kajak in rafting.